# Стадниченко Володимир Якович
Володи́мир Я́кович Стадниче́нко (20 червня 1936, місто Кременчук, тепер Полтавська область — 20 грудня 2020, Київ) — український радянський публіцист, кандидат історичних наук (1982), заслужений журналіст України (1996), громадський діяч. Лауреат Державної премії України імені Тараса Шевченка (1982). Депутат Верховної Ради УРСР 11-го скликання. Народний депутат України 1-го скликання. Член Ревізійної комісії КПУ в 1981—1990 роках. Член ЦК КПУ в 1990—1991 роках.

## Життєпис
Народився 20 червня 1936 року в місті Кременчуці в родині військовослужбовця.
У 1954—1958 роках — студент факультету журналістики Київського державного університету імені Тараса Шевченка.
У 1959—1963 роках — кореспондент газети «Радянська освіта».
Член КПРС з 1963 року.
У 1963—1983 роках — літературний працівник, відповідальний секретар, заступник редактора, редактор «Робітничої газети».
13 вересня 1983 — 5 серпня 1988 року — голова Державного комітету Української РСР по кінематографії.
У 1988—1993 роках — редактор газети «Радянська Україна» (з 1991 — «Демократична Україна»).
У січні 1993 — січні 1995 року — 1-й заступник голови Державного комітету України з охорони державних таємниць у пресі та інших засобах масової інформації.
У січні 1995 — лютому 1997 року — заступник міністра у справах преси та інформації України.
У вересні 1996 — вересні 1999 року — заступник голови — науковий секретар Комітету Державних премій України імені Тараса Шевченка. З вересня 1999 року — заступник голови Комітету Державних премій України імені Тараса Шевченка.
Потім — на пенсії в місті Києві. Помер на 85-му році життя 20 грудня 2020 року.

## Доробок
Автор книг:
- «Тайвань: крок у XXI вік. Журналістські записи на рисовому папері» (1998) — відзначена Міжнародною журналістською премією 1999 року
- «Чиста земля. Правдиві і щирі свідчення, вільні журналістські нотатки шукача істини в глибинах часу, в просторах світу» (2000)
- «Іду за Сковородою. Сповідь у любові до Вчителя» (2002)
- «Лоно Дунаю. Природа мовчить дедалі голосніше» (2006)
- «Сафарі: сон наяву. Стооке полювання на кенійську „велику п'ятірку“: лева, леопарда, носорога, буйвола і слона» (2007)
- «Зелений дзвін» (2008)
- «Садівник щастя» (2012) — відзначена Премією імені Івана Франка у галузі інформаційної діяльності 2012 року.

## Нагороди, відзнаки
- Нагороджений орденом Дружби народів (1981), медалями.